# Phare de l'île del Caño
Le phare de l'île del Caño (en espagnol : Faro de Isla del Caño) est un phare actif situé sur l'île del Caño dans la province de Puntarenas au Costa Rica. Il est géré par l'Autorité portuaire de Puntarenas.

## Histoire
L'île del Caño est située à environ 20 km à l'ouest de la péninsule d'Osa. Elle est maintenant une zone protégée et parc national gérée par la Reserva Biológica Isla del Caño  au sein du Parc national Corcovado.
Le phare d'origine a été construit en 1940 et exploité à l'origine par la United Fruit Company. Il a été désactivé en 1961.
Il est de nouveau en activité. Le phare est situé à l'extrémité ouest de l'île et il est accessible par un sentier de randonnée. Le site est ouvert et les visiteurs peuvent accéder à la galerie

## Description
Ce phare est une tour en acier à claire-voie, avec une galerie et une lanterne rouge de 22 m de haut. Il émet, à une hauteur focale d'environ 63 m, un éclat blanc par période de 4 secondes. Sa portée est de 12 milles nautiques (environ 22 km).
Identifiant : ARLHS : COS-003 - Amirauté : G3306 - NGA : 111-15468 .

### Lien connexe
- Liste des phares du Costa Rica